# 東部發電廠碧海機組
東部發電廠碧海機組，為一座位在臺灣花蓮縣秀林鄉和平山區的水力發電廠。由台灣電力公司東部發電廠所管轄，該發電廠完工時原稱為碧海發電廠或是碧海水力發電廠。自2001年台電公司組織改造後，碧海發電廠全名改名為台灣電力股份有限公司東部發電廠碧海機組。該發電廠採調整池式發電，透過在和平南溪溪水上游興建水壩一座，稱南溪壩將水導流至地下廠房中發電，裝置容量6.12萬千瓦，年發電量2億3700萬度，主要功能為提升台灣東部供電的穩定度及尖峰用電需求。「碧海」名稱的由來，是因為當年台電工程人員站在發電廠位址，可遠眺山巒疊翠中的和平溪出海口美景而取名。

## 沿革

### 緣起
臺灣東部地區長期以來自產電力嚴重不足，2010年尖峰負載60.5萬瓩，而臺灣電力公司東部發電廠所轄東部地區11座水力發電廠總裝置容量僅18.3萬瓩，提供尖峰負載僅約12萬瓩，電力供應明顯不足，均由其他地區輸入電力。為了配合政府產業東移政策，減少供電損失，提升供電品質，滿足東部地區電力需求，故台電公司經行政院核定興建碧海水力發電工程計劃，計畫主體工程土木部份之設計係委由中興工程顧問公司辦理，機電部分則採統包方式辦理，承包商為大同公司與印度國營的巴拉特重型电力聯合承攬，至於監造工作由臺電公司自辦。

### 興建
碧海水力發電工程位於宜蘭縣與花蓮縣交界處和平溪中、上游山區，工區範圍廣闊、地勢險竣。並無其他道路可達，故先期由臺電人員跟隨原住民們跋山涉水的勘察廠址，當時連上山的道路都沒有，更何況是運送建造用的大型機具入山，因此碧海水力計畫是國內第一個引進重型直升機深入山區吊掛機具、材料協助施工的工程，光是空中的運輸費用就超過新臺幣12億元，為國內大型工程採重型直升機吊掛作業施工之先例，並被譽為兼顧環保與開發的傑作，因此，也吸引具土木工程背景的前行政院長張善政想在卸任前，一探究竟。
後續進入到通往電廠及水壩的道路工程即闢建總長達28公里之施工道路，沿路並開挖隧道13條及橋樑15座，其中繞越3座山角度逾一百八十度山腳的隧道，有別於一般直接挖掉坡腳的山壁，再鋪設道路直接迴轉的「迴頭彎」，改採隧道方式穿越，整座山保持完整，山壁也不會有崩坍的風險，為國內首次使用此工法進行道路開闢。。
由於施工道路全線均在無路通達之原始林地，施工機具及材料運輸均極為困難，故於施工初期採用重型直昇機吊運施工機具、材料及載運人員，開闢多個工作面多點同時展開施工。碧海發電廠於1996年由行政院核定施工，於2011年8月進行併聯發電，同年10月商轉。

## 設施
於和平南溪海拔445公尺處建有混凝土重力壩「南溪壩」，形成調整池，蓄水量100萬立方公尺，以超大型溢洪道閘門擋住水流蓄水，閘門高度約3層樓高，寬約3個車道，為全台灣第三大水閘門，於颱風期間遭遇洪水時，可將閘門全開，不會產生土石堆積問題，每日蓄水18小時，於上午10時至下午4時電力需求較高時進行發電，經6,549公尺長的壓力隧道，至和平溪主流海拔100公尺處右岸山腹內的地下電廠進行發電。地下電廠內建有1部豎軸佩爾頓式（Pelton turbine）水輪發電機組，其水輪機部分內設置有六支針閥來射出水柱，帶動動輪進而發電，設計用水量為17cms，有效水頭達416.8公尺，裝機容量6.12萬千瓦（61.2MW），可增加系統淨尖峰能力52,500瓩，年發電量2億3千7百萬度，約可供應6萬5千戶家庭一年用電量。發電後的尾水經310公尺長的尾水隧道排入和平溪本流。

### 機組
| 名稱   | 發電機型號                         | 水輪機型號                             | 機組數量 | 發電方式 | 有效落差（公尺） | 單一機組用水量（CMS） | 容量（MW） | 位置                 | 商轉日期       | 狀態   |
| ------ | ---------------------------------- | -------------------------------------- | -------- | -------- | ---------------- | --------------------- | ---------- | -------------------- | -------------- | ------ |
| 一號機 | 印度巴拉特重型電力製交流式同步發電 | 印度巴拉特重型電力製豎軸佩爾頓式水輪機 | 1        | 調整池式 | 416.8            | 17CMS                 | 61.2MW     | 花蓮縣秀林鄉和平南溪 | 2011年12月29日 | 商轉中 |

### 管理

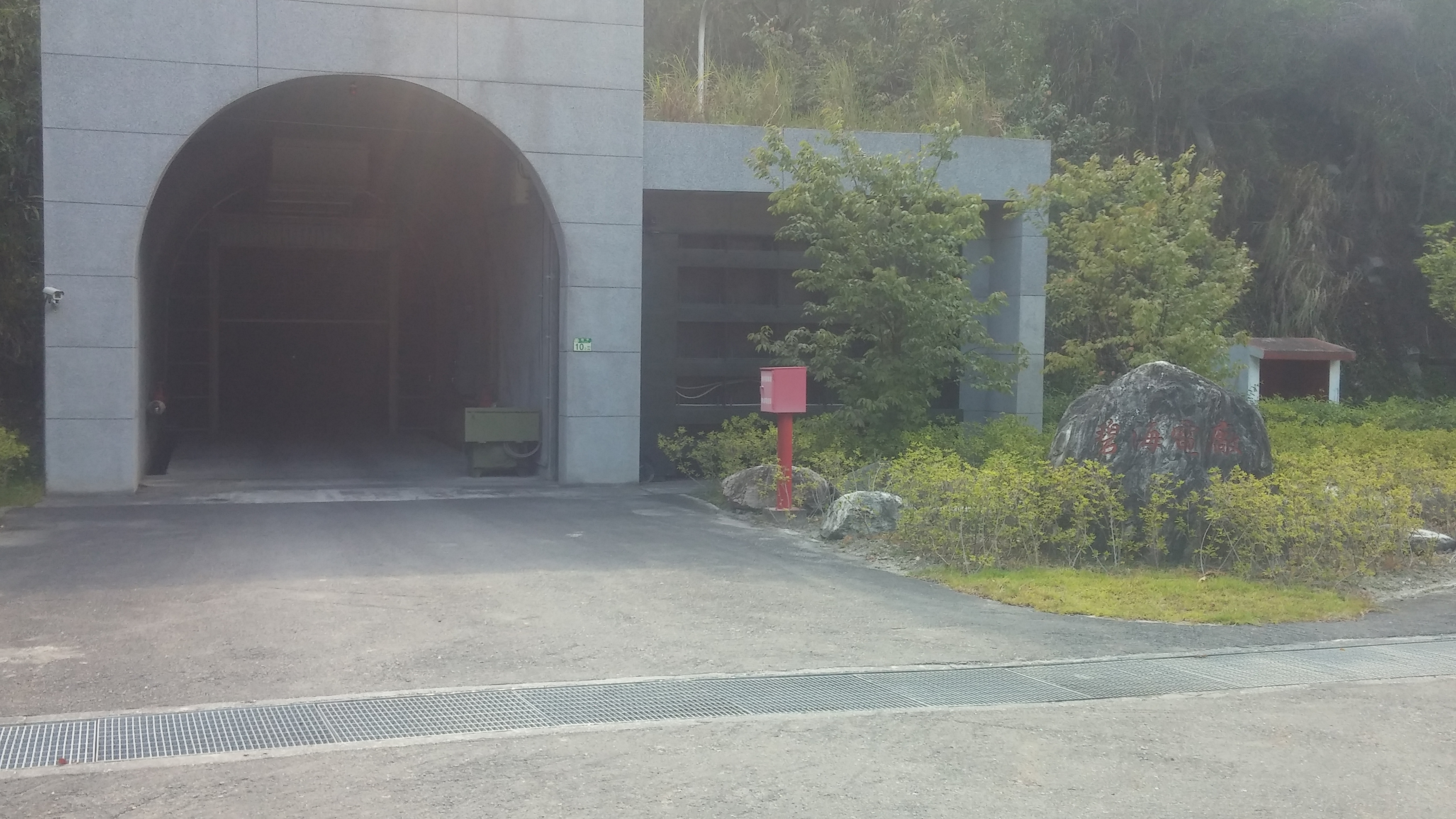
碧海機組 地下廠房大門

- 電廠名稱：東部發電廠碧海機組
- 管理單位：臺灣電力公司東部發電廠

### 設施
- 廠房類型：地下式
- 取水來源：和平南溪 - 和平溪支流（南溪壩）
- 壓力鋼管：一條，長592公尺，內徑2.7公尺內縮至1.6公尺

## 圖集
|  |

### 廠區

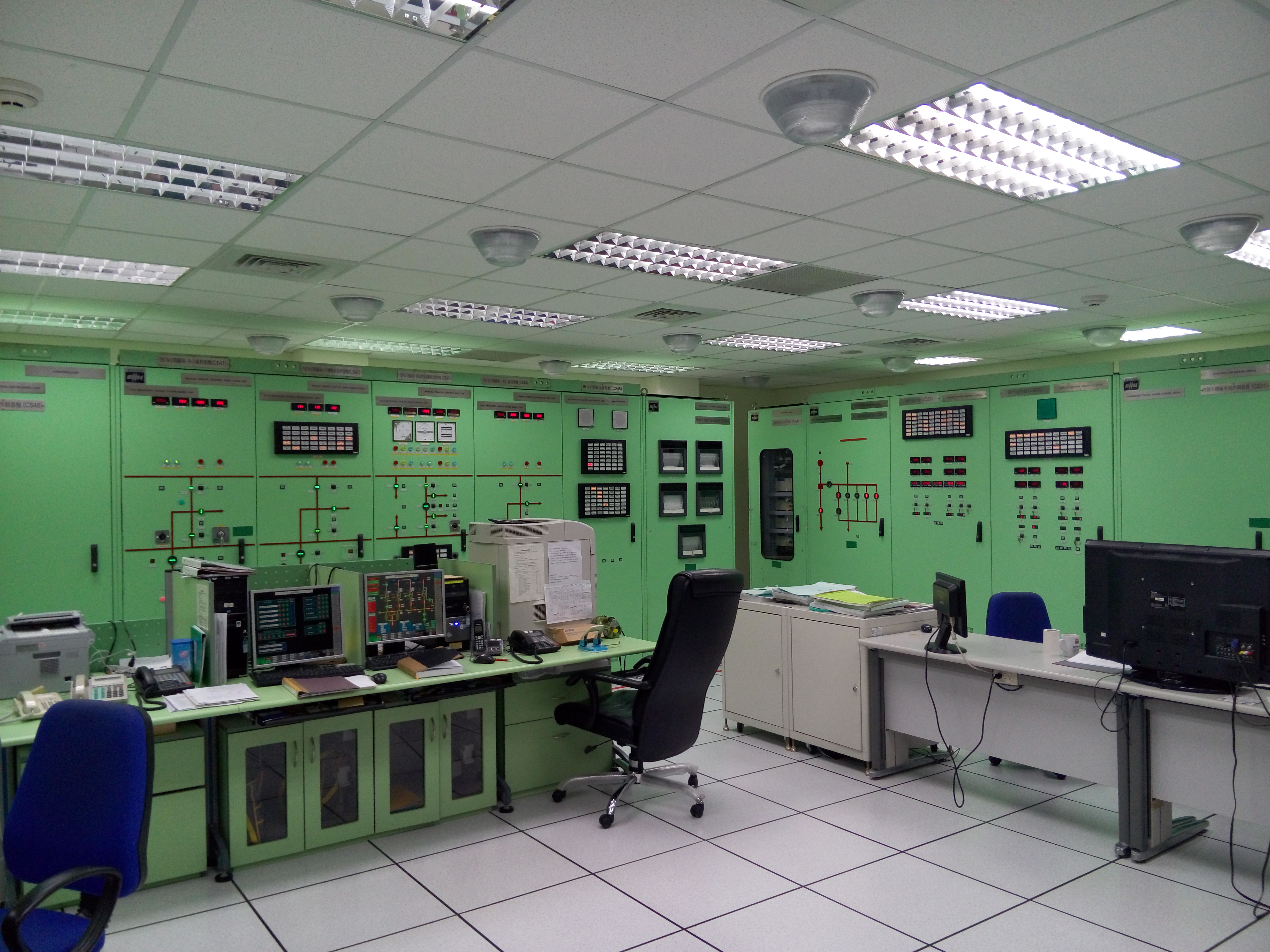
碧海機組控制室
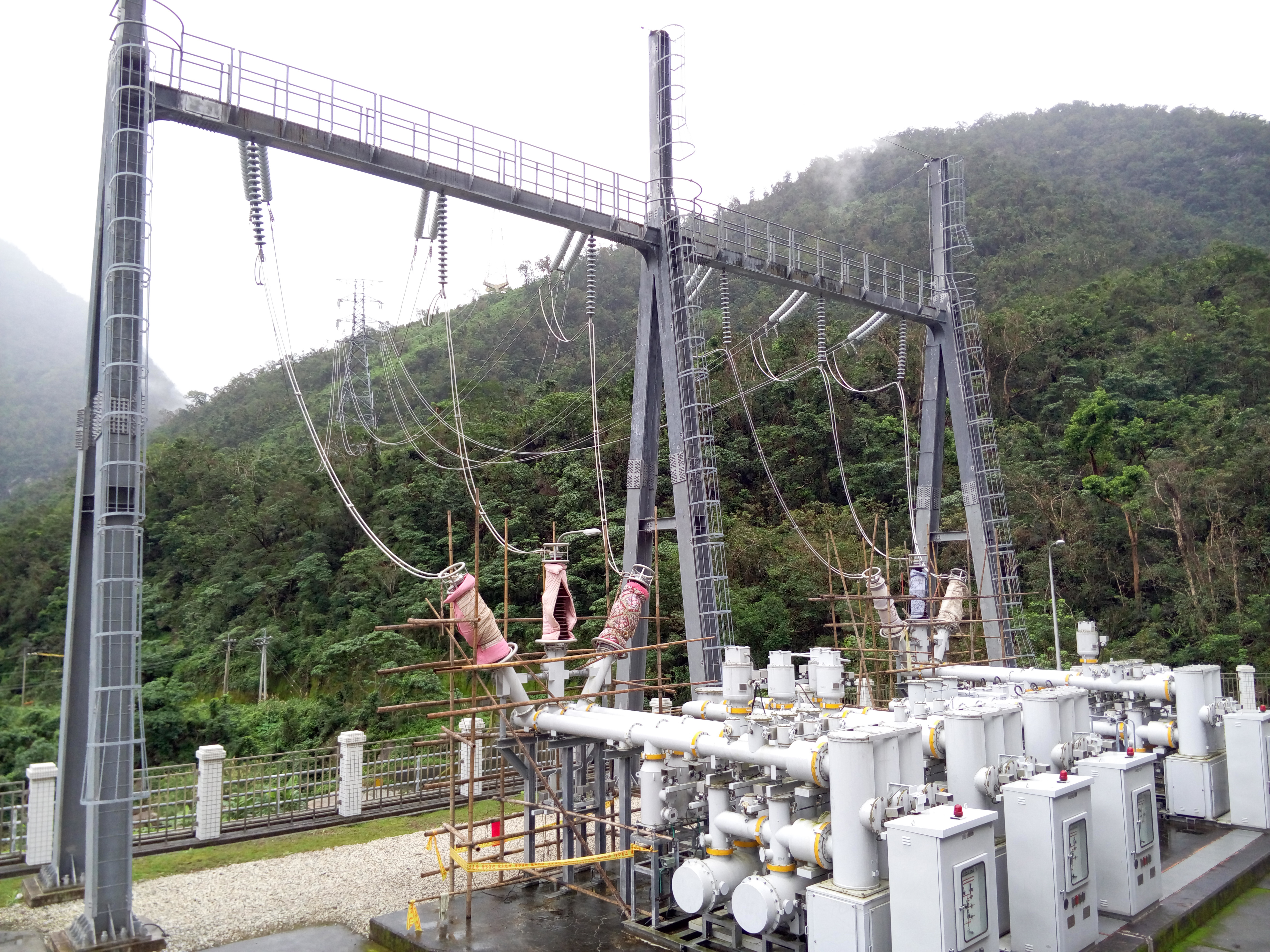
碧海機組開關廠
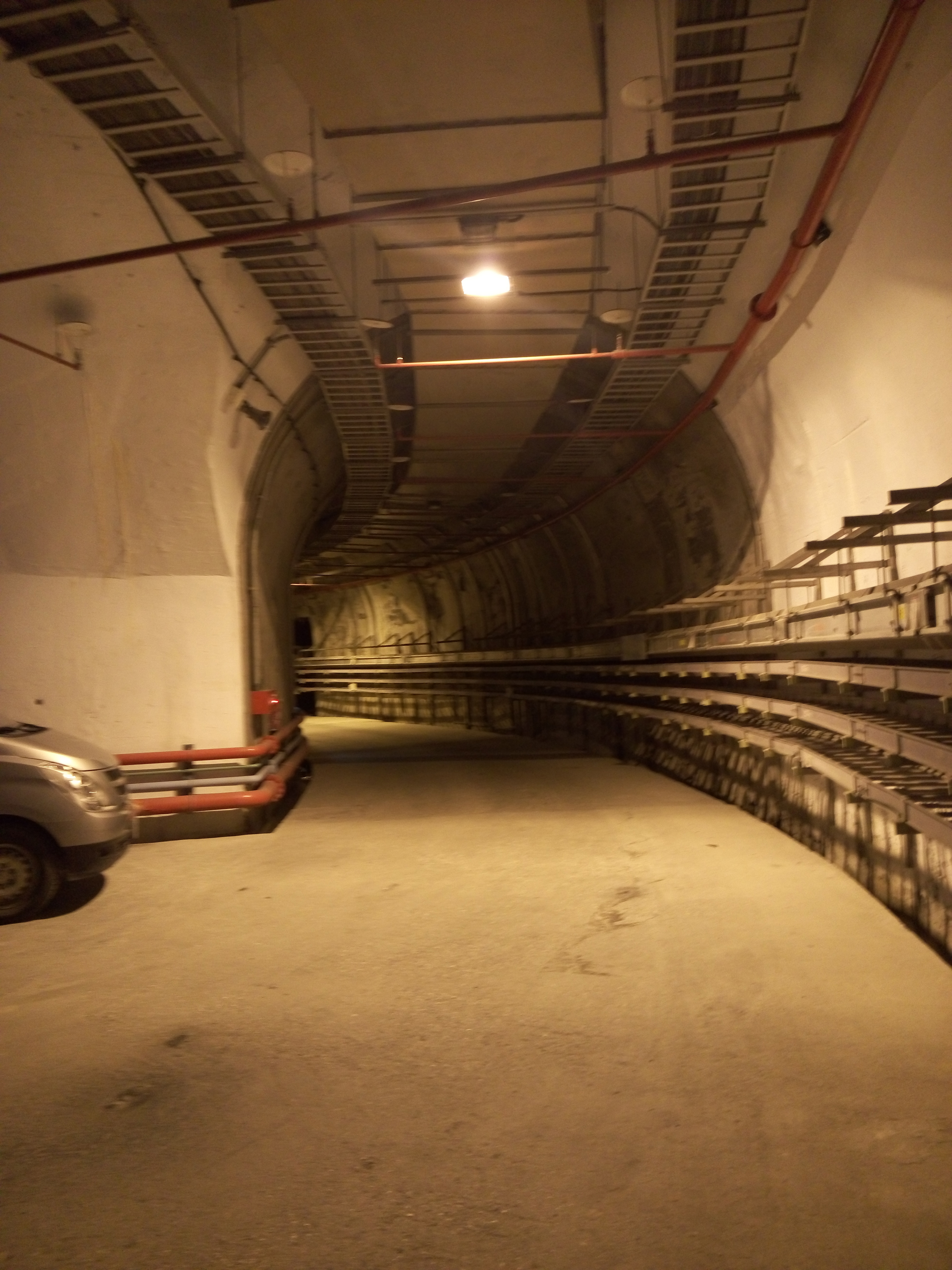
碧海機組廠區主通道

### 水輪機

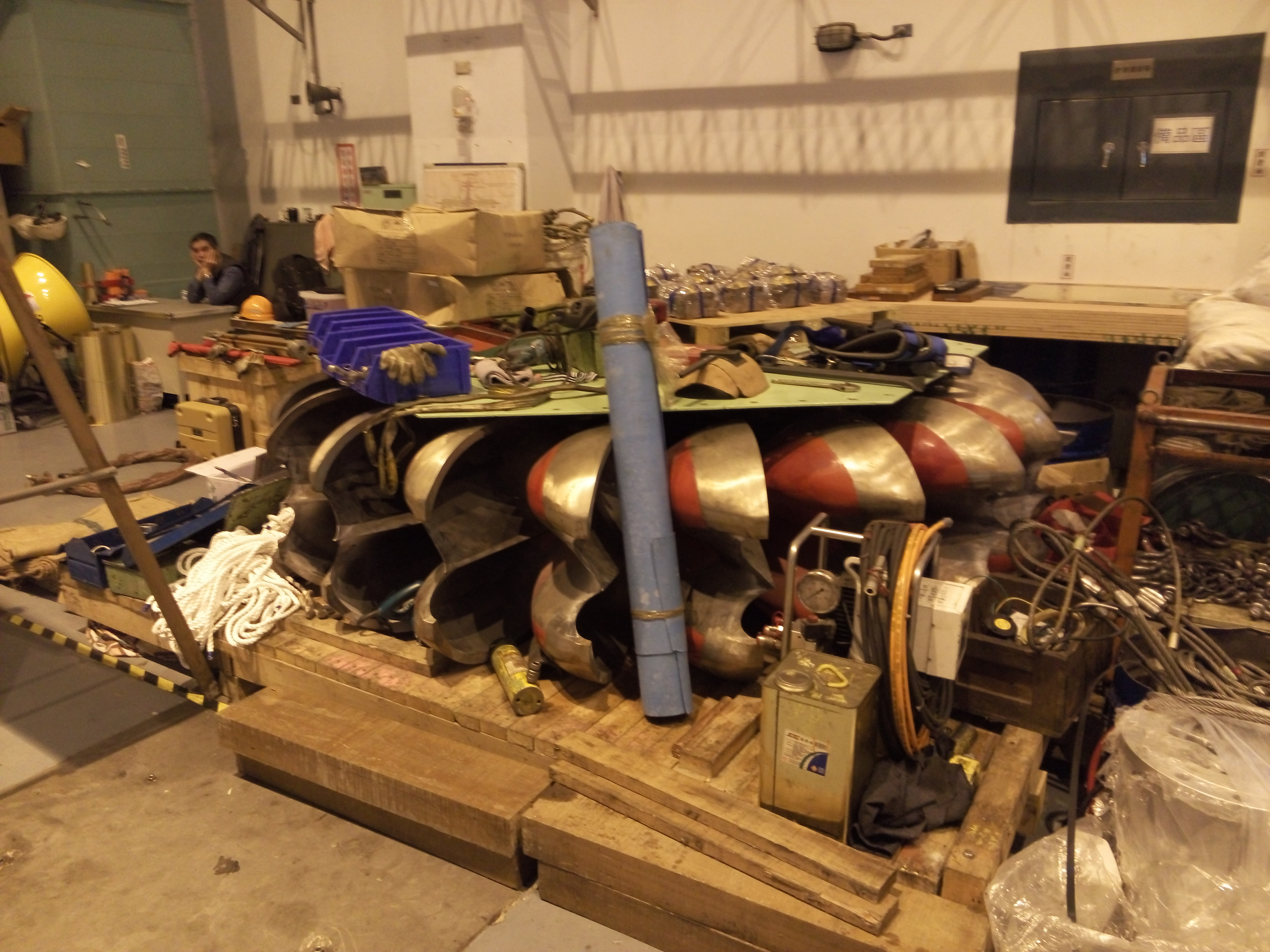
碧海機組水輪機動輪，此為大修時備用的新動輪
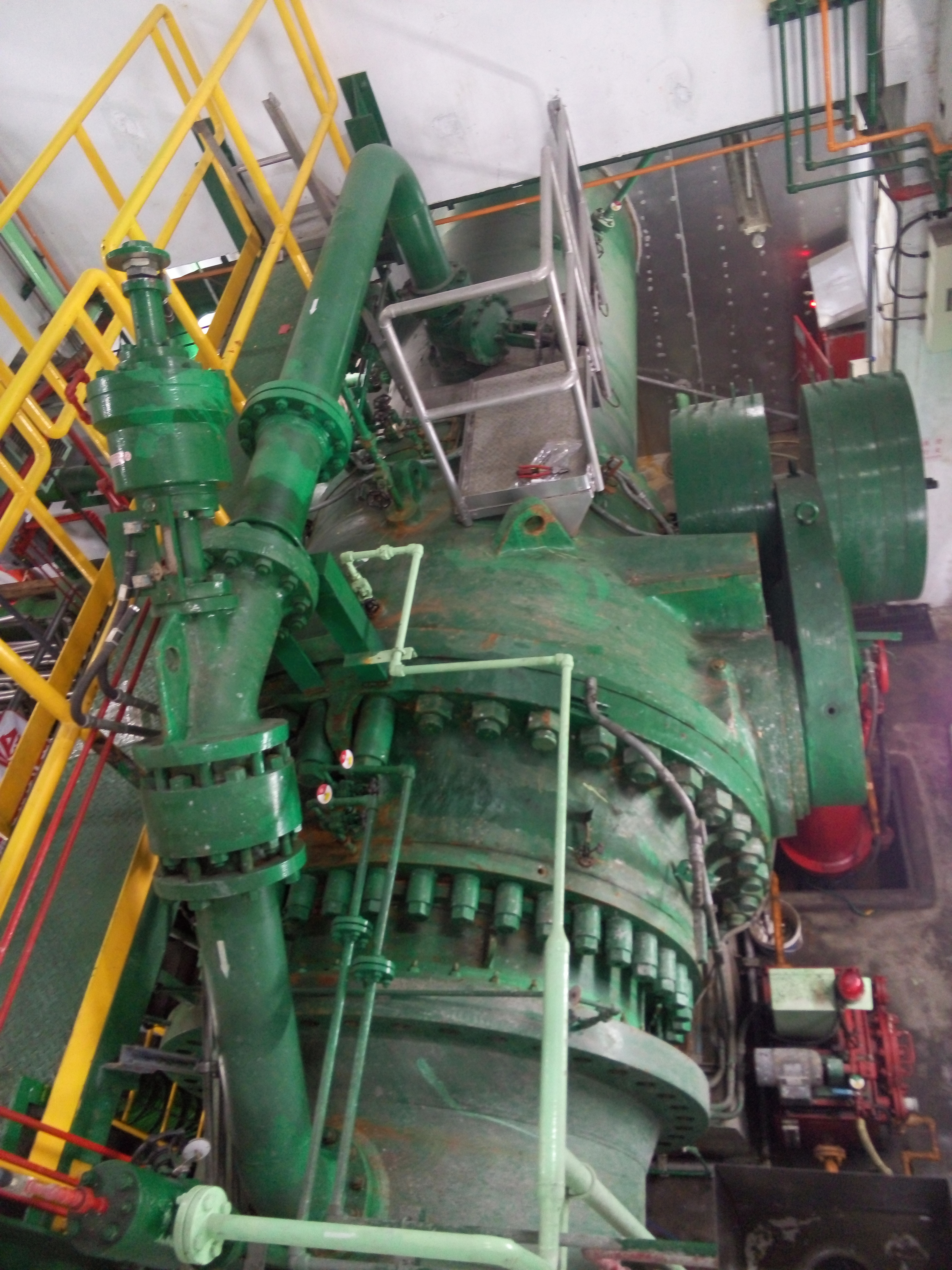
碧海機組水輪機主閥，目前為關閉狀態，右方的重捶左右各5噸共10噸
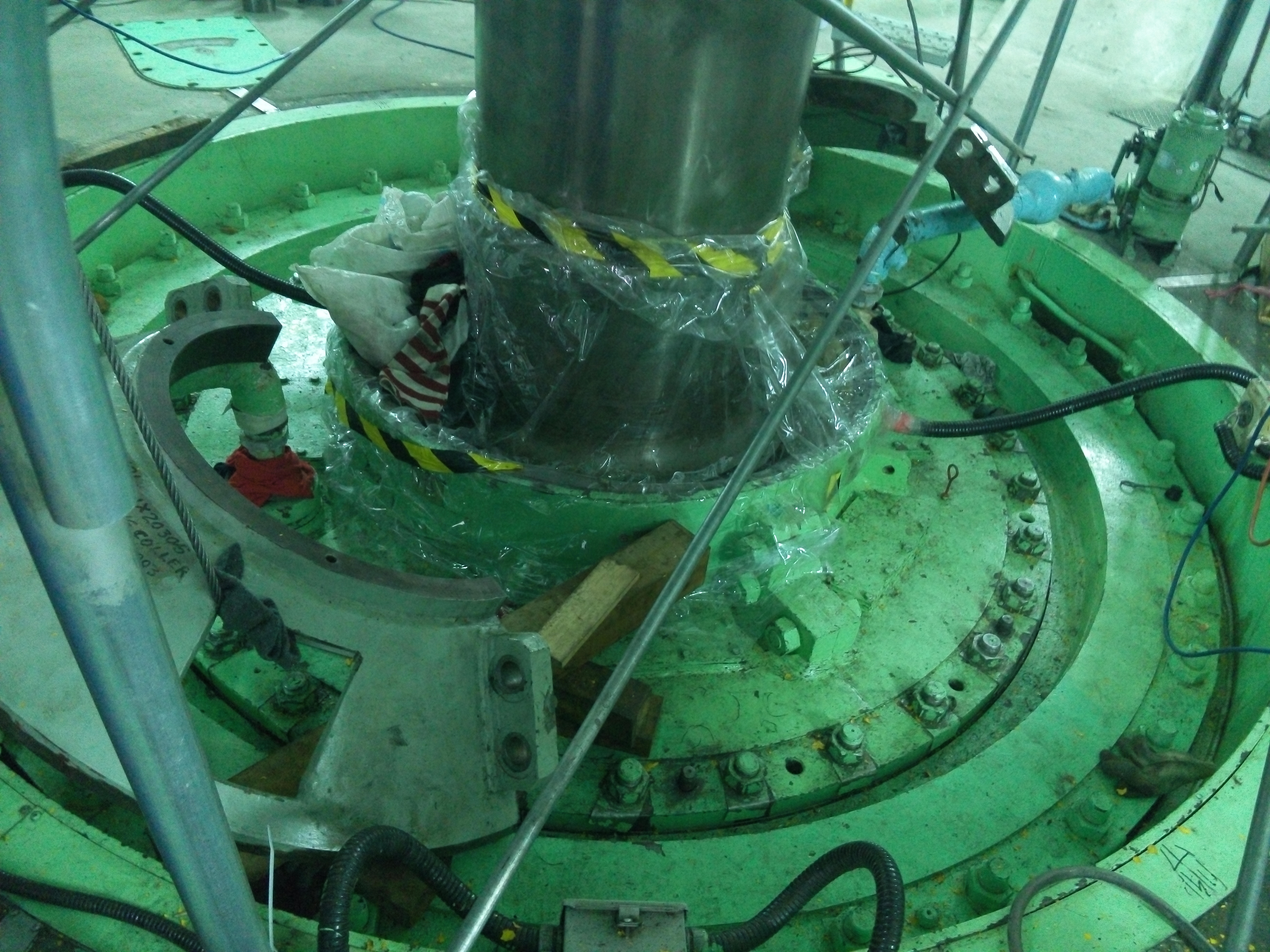
碧海機組水輪機上部，下方即為六支針閥的所在
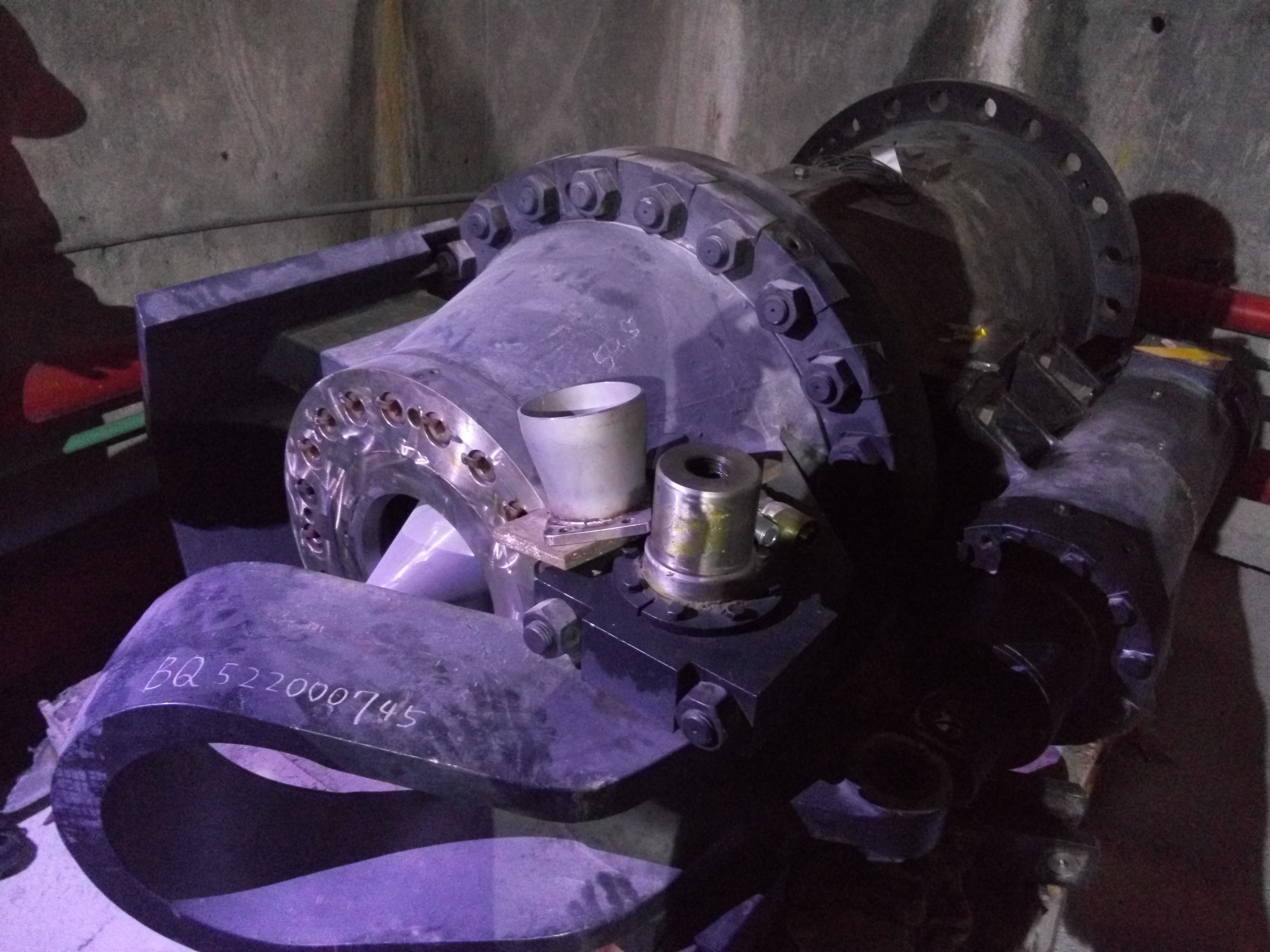
碧海機組水輪機備品針閥折水板開啟模式
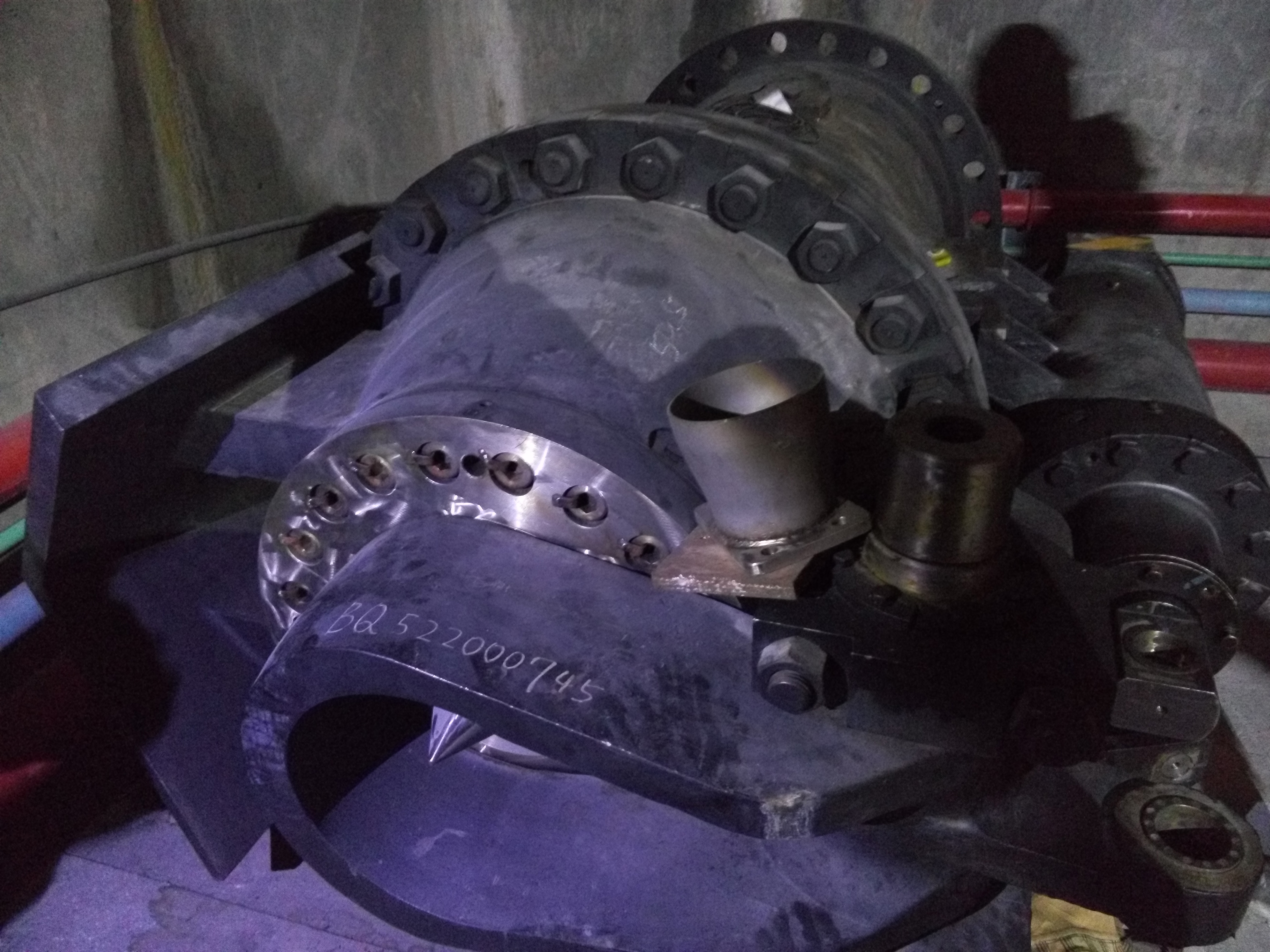
碧海機組水輪機備品針閥折水板關閉模式

### 發電機

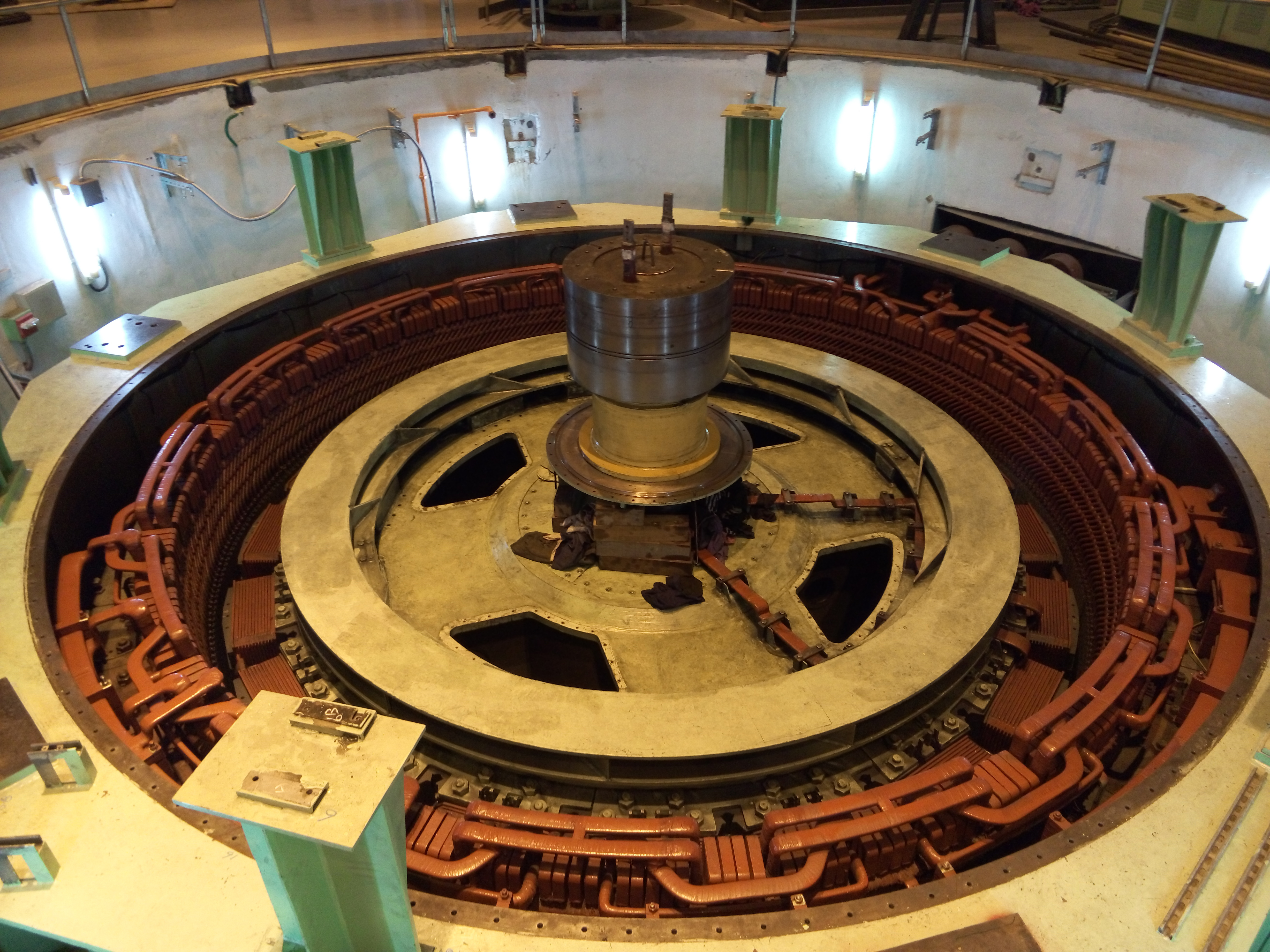
發電機線圈，此為大修狀態時才可看見，運轉狀態時有頂板覆蓋
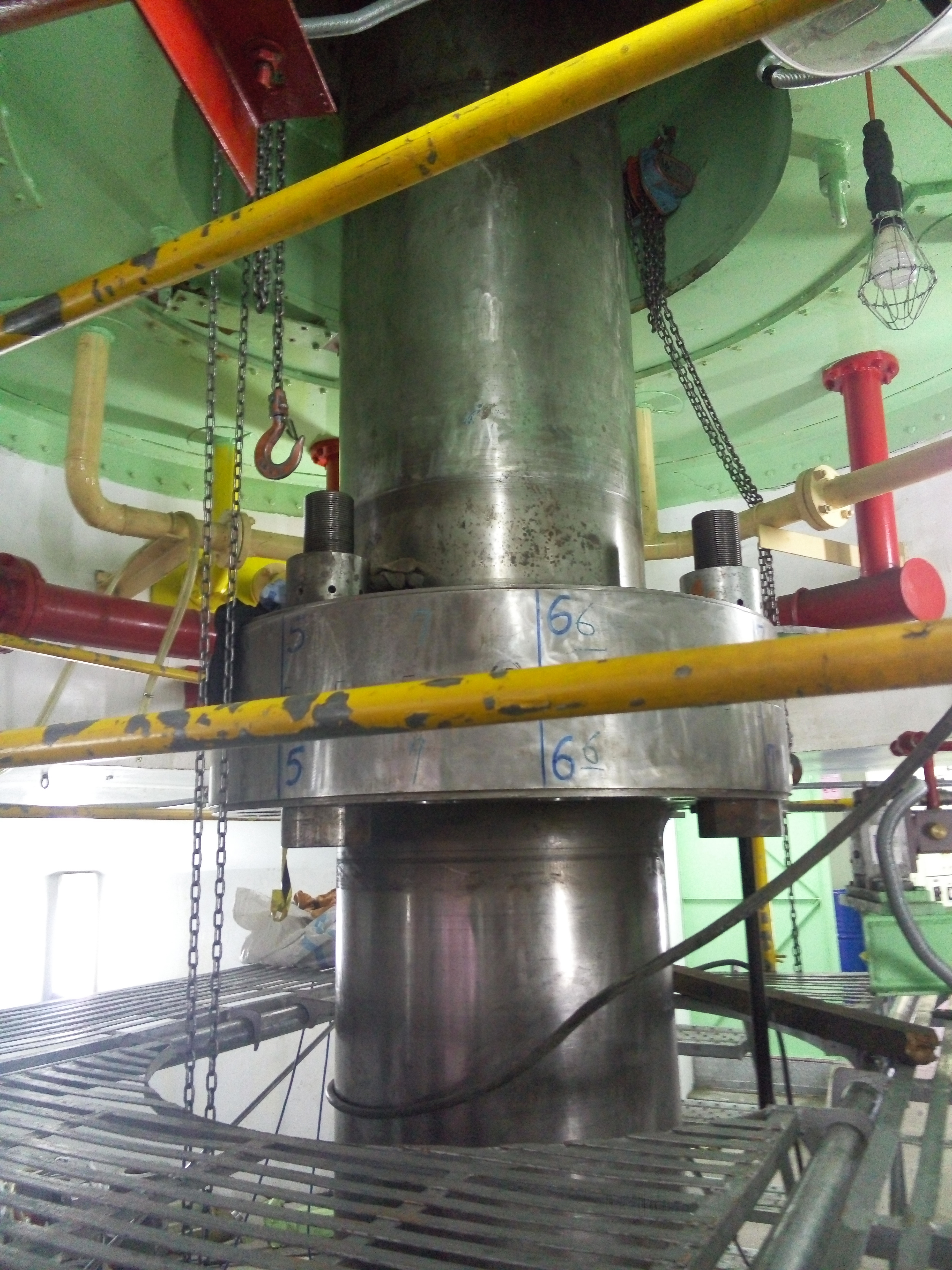
碧海機組水輪機與發電機之間的中間軸，上部即為發電機，下部則是水輪機

## 外部連結
- （繁體中文）東部發電廠簡介 - 台灣電力公司
- 興建11年的碧海水力發電廠啟用 （页面存档备份，存于）2011-12-11 公視中晝新聞(閩南語)